# Ochrosia syncarpa
Ochrosia syncarpa är en oleanderväxtart som beskrevs av F. Markgraf. Ochrosia syncarpa ingår i släktet Ochrosia och familjen oleanderväxter. Inga underarter finns listade i Catalogue of Life.